# Pristaulacus nigripes
Pristaulacus nigripes är en stekelart som beskrevs av Jean-Jacques Kieffer 1911. Pristaulacus nigripes ingår i släktet Pristaulacus och familjen vedlarvsteklar. Inga underarter finns listade i Catalogue of Life.